# Alatuncusiodes
Alatuncusiodes is een geslacht van vlinders van de familie van de grasmotten (Crambidae), uit de onderfamilie van de Glaphyriinae. De wetenschappelijke naam en de beschrijving van dit geslacht werden voor het eerst in 1974 gepubliceerd door Eugene Gordon Munroe.
Dit geslacht is monotypisch, dat wil zeggen dat het maar één soort heeft namelijk Alatuncusiodes korytkowskii Munroe, 1974, die ook als typesoort is aangeduid.